# Gebiet (Mathematik)
In der Topologie und Analysis bezeichnet der Begriff Gebiet meist eine offene, nichtleere und zusammenhängende Teilmenge eines topologischen Raumes. In vielen Sätzen der Funktionentheorie wird vorausgesetzt, dass die betrachteten Funktionen in einem Gebiet definiert und dort holomorph oder meromorph sind.

## Bezeichnung
Der Begriff eines Gebiets wird nicht einheitlich verwendet und hat vor allem praktische Bedeutung. Man möchte (in einem Sinne) „schöne“ Definitionsmengen charakterisieren. Insbesondere für differenzierbare bzw. holomorphe, aber auch konvexe Funktionen und Vektorfelder soll dabei die Quellmenge abgeschlossen unter „Operationen“ sein, die für den Typ der Abbildung erforderlich sind.
Insbesondere heißt das, dass für unterschiedliche Anwendungsgebiete unterschiedliche Eigenschaften der Definitionsmenge erforderlich sind. Folgende Abweichungen von der obigen Definition können dabei vorgenommen werden (es sei {\displaystyle G\subseteq \mathbb {C} }):
- Für einige Autoren ist die leere Menge nicht zusammenhängend, sodass ein Gebiet eine offene und zusammenhängende Menge ist.
- Man kann fordern, dass ein Gebiet beschränkt ist.
- Es mag sinnvoll sein, dass ein Gebiet konvex oder wenigstens sternförmig sein soll.
- In jedem topologischen Raum kann man fordern, dass ein Gebiet regulär offen sein soll.

Einige Charakteristiken können sich auch auf den Rand {\displaystyle \partial G} einer Menge beziehen:
- Der Rand kann überall oder fast überall als glatt gefordert werden, wie beim Satz von Gauß.
- Man könnte aber auch einen Anwendungsfall haben, in dem es wichtig ist, dass der Rand selbst zusammenhängend oder sogar wegzusammenhängend ist. Betrachte z. B. {\displaystyle B_{2}(0)\setminus B_{1}(0)\subseteq \mathbb {C} } (Kreisring): diese Menge ist ein Gebiet im oberen Sinn, aber ihr Rand hat zwei Zusammenhangskomponenten.

Darüber hinaus kann man von einem Gebiet {\displaystyle G} (selten) auch wollen, statt offen abgeschlossen oder kompakt zu sein.

## Beispiele
- Der ganze euklidische Raum ist ein (unbeschränktes, unberandetes) Gebiet.
- Der Einheitsball {\displaystyle B_{1}(0)} ist ein (konvexes, beschränktes, regulär offenes) Gebiet; wenn die Dimension des Raums {\displaystyle \geq 2} ist, hat sie einen glatten und wegzusammenhängenden Rand.
- Der Einheitswürfel {\displaystyle (0,1)^{n}} ist ebenfalls ein solches Gebiet, hat aber nur fast überall glatten Rand.